# Vincenzo Zaccheo
Vincenzo Zaccheo (Latina, 10 maggio 1947) è un politico italiano, è stato sindaco di Latina dal 29 maggio 2002 al 15 aprile 2010.

## Biografia
Diplomatosi in ragioneria, svolge l'attività di funzionario provinciale. Aderisce giovanissimo nel 1970 al Movimento Sociale Italiano (MSI) di Giorgio Almirante, venendo eletto consigliere comunale di Latina, carica a cui verrà riconfermato in tutte le successive elezioni.

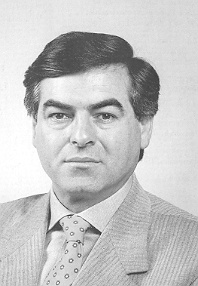
Zaccheo eletto per la prima volta alla camera nel 1994

Alle elezioni regionali nel Lazio del 1985 viene candidato dall'MSI-DN, venendo eletto in consiglio regionale del Lazio.
Alle elezioni politiche del 1994 si candida alla Camera dei deputati nel collegio elettorale di Latina, sostenuto dalla coalizione di centro-destra Polo del Buon Governo in quota Alleanza Nazionale-MSI, dove viene eletto deputato con il 64,62% dei voti contro i candidati dei Progressisti Diego Giliberti (21,76%) e del Patto per l'Italia Renato Enrico Urban (9,39%), venendo rieletto alle politiche del 1996 e quelle del 2001.

### Sindaco di Latina
Alle elezioni amministrative del 26 e 27 maggio 2002 viene eletto sindaco di Latina al primo turno con il 64,97% dei voti.
Alle successive amministrative del 2007 vince il ballottaggio contro il candidato del centro-sinistra Maurizio Mansutti. Poco prima della sua elezione, la sua candidatura era stata messa in discussione da settori locali di Forza Italia e dell'UDC.

#### Dimissioni
Il 15 aprile 2010 è stato sfiduciato dal consiglio comunale di Latina, a seguito della pubblicazione, nel programma televisivo Striscia la notizia, di un fuorionda in cui egli invitava Renata Polverini, neo-eletta presidente della Regione Lazio, a «Non appaltare a (Claudio, ndr) Fazzone», senatore del PdL di area forzista, coinvolto nei presunti scandali di origine mafiosa intorno al consiglio comunale di Fondi. Inoltre, nello stesso fuorionda, Zaccheo proferiva una frase di non facile discernimento, che nel programma televisivo venne inizialmente ricondotta ad una presunta raccomandazione per una propria figlia, ma non confermata nelle successive puntate.

### Nuova candidatura a Latina
In vista delle elezioni amministrative in Italia del 2021 Zaccheo si candida nuovamente come sindaco di Latina, sostenuto dalla coalizione di centro-destra formata da Lega, Forza Italia, Fratelli d'Italia, UDC, Cambiamo! e due liste civiche "Latina nel Cuore" e "Vola Latina", risultando al primo turno essere il candidato più votato con il 48,3% dei voti, accedendo al ballottaggio contro il sindaco uscente sostenuto dal centro-sinistra Damiano Coletta (35,6%).
Al ballottaggio Zaccheo perde la sfida con Coletta, che ottiene il 54,9% dei consensi contro il 45,1% di Zaccheo. Nonostante la sconfitta Zaccheo entra a far parte del consiglio comunale, in qualità di consigliere comunale di maggioranza, poiché nonostante la sconfitta, al primo turno le liste di centrodestra hanno ottenuto oltre il 50%. Alle elezioni del 4 settembre 2022 nelle 22 sezioni in cui era stato disposto di ripetere il voto date alcune irregolarità viene riconfermato sindaco Coletta poiché Zaccheo per soli 150 voti non supera il 61,7% necessario per superare l’avversario.
In vista della nascita del governo Draghi, lancia un appello a Fratelli d'Italia di Giorgia Meloni per cambiare idea e appoggiare l'esecutivo, assieme ad altri 23 ex-esponenti di Alleanza Nazionale.

## Procedimenti giudiziari
Nel febbraio 2017 viene indagato dalla Procura di Latina per il reato di concorso in truffa aggravata ai danni dello Stato, nell'ambito di una inchiesta sulla metropolitana leggera. Nel 2020 è stato chiesto il rinvio a giudizio con le imputazioni di truffa aggravata ai danni dello Stato, abuso d'ufficio e falso. Nel gennaio 2021 il Tribunale di Roma ha dichiarato estinto il procedimento penale a suo carico per intervenuta prescrizione.